# Eizelle

Phasenweise Darstellung des Eindringens des Spermiums in eine Eizelle (Akrosomreaktion)

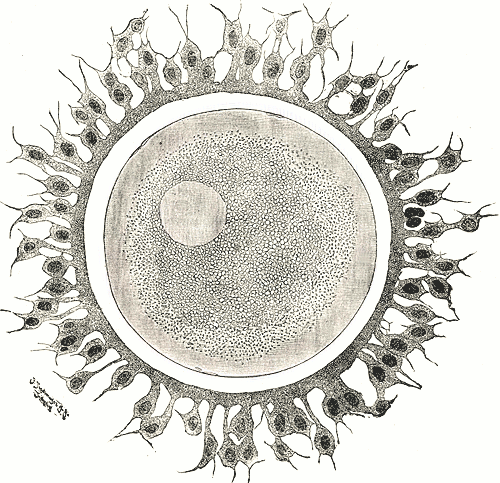
Ältere Zeichnung einer menschlichen Eizelle

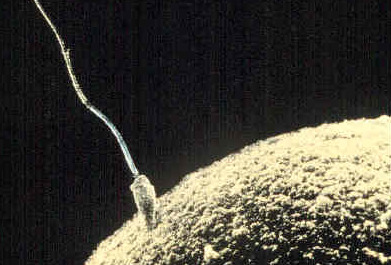
Spermium an einer Eizelle

Die Eizelle, kurz Ei (lateinisch Ovum, Mehrzahl: ova), oder (der) Oozyt oder (die) Oozyte (von altgriechisch ᾠόν ōón „Ei“ und κύτος kytos „Haut, Wölbung“; die Vokale zu Beginn sind getrennt auszusprechen: „O-o-zyt“) ist die weibliche Keimzelle zweigeschlechtlicher Lebewesen. Sie dient der generativen Vermehrung durch Oogamie und enthält alle genetischen Anlagen des weiblichen Lebewesens, die an den Nachkommen weitergegeben werden. Eizellen sind haploide Zellen, enthalten also nur einen Chromosomensatz.
Während der männliche Gamet, z. B. das Spermium, lediglich Kern-DNA bei der Bildung der Zygote beisteuert, liefert die Eizelle in der Regel die allgemeine zelluläre Umgebung wie das Cytoplasma und die in ihm vorhandenen Organellen.
Mitochondrien und Plastiden (bei Pflanzen) enthalten ebenfalls DNA, die meist rein maternal (mütterlicherseits) vererbt wird.

## Pflanzen
Bei Pflanzen werden als Eizellen die unbegeißelten weiblichen Gameten genannt. Sie sind in der Regel wesentlich größer als die männlichen Gameten (Anisogamie). Bei den Samenpflanzen befinden sich die Eizellen in der Samenanlage. Die Bezeichnung Eizelle wurde in der Botanik aus der Zoologie übernommen.

## Wirbeltiere
Eizellen entstehen bei Wirbeltieren durch zwei Reifeteilungen im Rahmen der Oogenese im Ovarium aus diploiden Urkeimzellen (Reduktions-, dann Äquationsteilung; siehe auch Meiose), wobei die Teilungen nach der Geburt in einem frühen Stadium, der ersten Prophase, stehen bleiben und erst mit Einsetzen der Geschlechtsreife weiter heranreifen. Erst durch die Verschmelzung mit einer männlichen Keimzelle zur Zygote erreichen sie wieder einen diploiden und damit teilungsfähigen Zustand. Eine Ausnahme bei einigen Knorpelfischen, Echsen und Vögeln bildet die Jungfernzeugung, die Entstehung eines Lebewesens aus einem unbefruchteten Ei.

## Menschen
Bereits 1825 hatte Johann Evangelista Purkinje „Keimbläschen“ im Vogel-Ei entdeckt. Die Eizelle des Menschen und anderer Säugetiere wurde 1827 von Karl Ernst von Baer entdeckt. Sie ist mit einem Durchmesser von 0,11 bis 0,14 mm gerade noch mit dem bloßen Auge sichtbar, aber volumenmäßig mehrere zehntausendmal so groß wie das männliche Spermium.
Eine gesunde Frau hat bei ihrer Geburt über 400.000 unreife Eizellen in ihren Eierstöcken – in manchen Fällen sind es bis zu 6 oder 7 Millionen. Diese unreifen Eizellen sind die Vorstufe zukünftiger, reifer Eizellen. Während der fruchtbaren Jahre einer Frau reifen nur bis zu etwa 400 davon heran (also nur etwa 1 ‰) und können befruchtet werden.
Nach heutigem Stand ist eine Neubildung von Eizellen bei adulten Frauen nicht nachgewiesen. Allerdings wiesen amerikanische Forscher Anfang 2012 nach, dass sich in den weiblichen Eierstöcken Stammzellen befinden, welche sich nach Transplantation in Mäuse zu Eizellen differenzieren konnten.
Die Mitochondrien der Eizelle sind in zweierlei Hinsicht bedeutend: Einerseits werden die Mitochondrien und deren DNA fast ausschließlich über die Eizelle und damit mütterlicherseits an die Nachkommen weitervererbt, andererseits benötigt sie als Zelle mit hohem Energieverbrauch besonders viele. Reife Eizellen enthalten mehrere hunderttausend Mitochondrien, das reife Spermium hingegen nur vier bis fünf Stück im sogenannten Hals.

## Abgrenzung
Das Ei ist ein frühes Stadium der selbständigen Fortentwicklung (Ontogenie) eines Eier legenden Tieres (Ovipars). Es enthält neben der Keimzelle, auch Eizelle genannt, Nährstoffe und eine schützende Hülle („Schale“).